# Vysoký Vtáčnik
Vysoký Vtáčnik je geomorfologický podcelek pohoří pohoří Vtáčnik. Nejvyšším vrcholem podcelku je Vtáčnik s výškou 1 346 m n. m.

## Vymezení
Podcelek zabírá nejvyšší, severozápadní část Vtáčnika a v rámci pohoří sousedí na jihovýchodě s Nízkym Vtáčnikem. Severní a západní hranici vymezuje Hornonitrianska kotlina s podcelky Handlovská, Prievidzská a Oslianska kotlina. Jihozápadním směrem navazuje pohoří Tribeč s podcelkem Rázdiel.

## Vybrané vrcholy
- Vtáčnik (1 346 m n. m.) – nejvyšší vrchol podcelku i pohoří
- Malá Homôľka (1 298 m n. m.)
- Kláštorská skala (1 279 m n. m.)
- Veľká Homôľka (1 274 m n. m.)
- Buchlov (1 040 m n. m.)

## Chráněná území
Jihozápadní část území je součástí CHKO Ponitrie, z maloplošných území tady leží:
- Sivý kameň – přírodní památka
- Končitá – přírodní památka
- Biely kameň – přírodní rezervace
- Makovište – přírodní rezervace
- Buchlov – přírodní rezervace
- Veľká skala – národní přírodní rezervace
- Vtáčnik – národní přírodní rezervace[2]